# Spinola (familie)

Wapenschild van Spinola

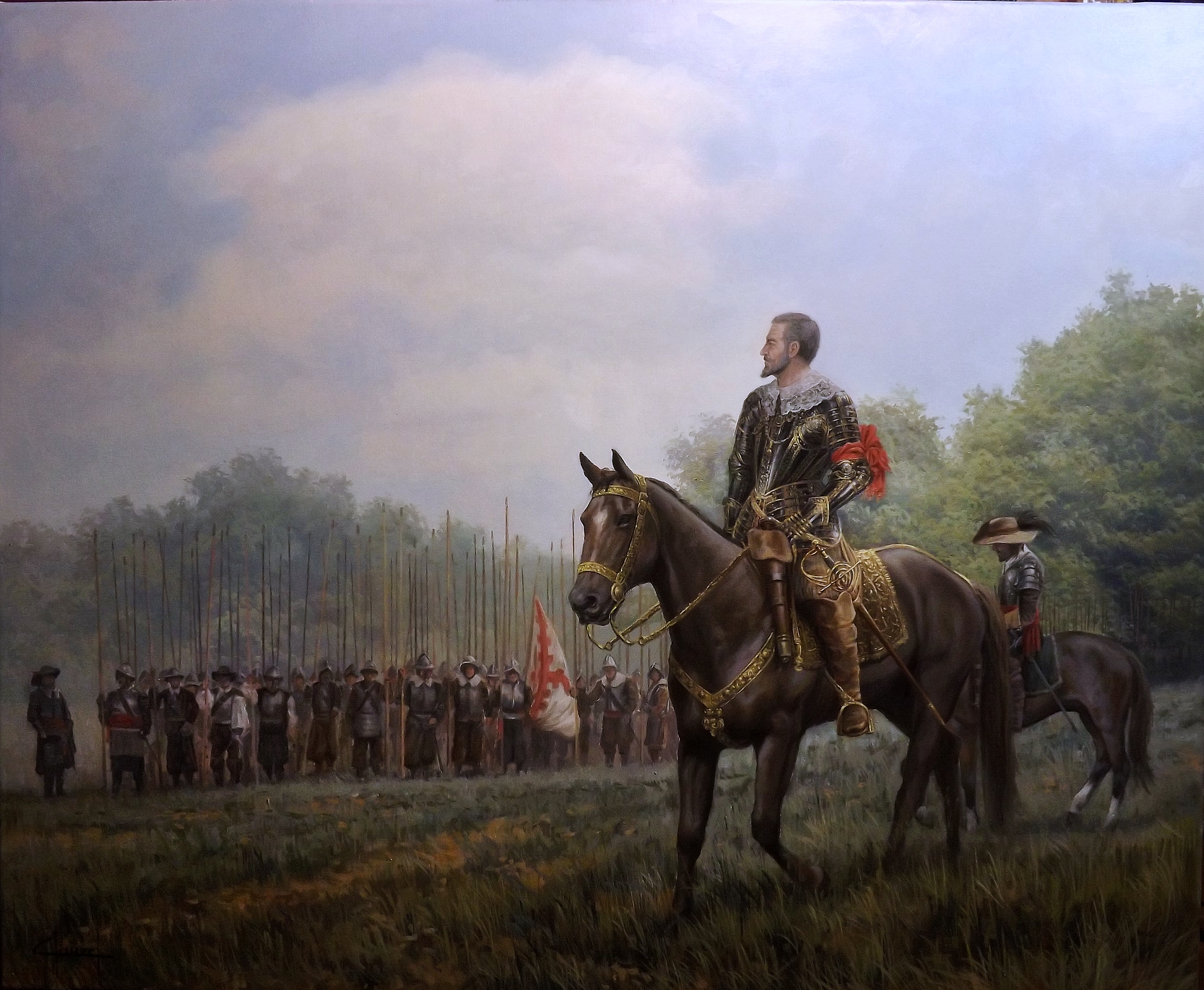
Ambrogio Spinola bij het Beleg van Breda (1624-1625)

De familie Spinola was een vooraanstaande politieke familie in Genua (Italië) in de 13e en 14e eeuw. 
Guido Spinola was een van de eerste belangrijke leden van de familie. Hij diende als consul van Genua in 1102. De Spinola's waren over het algemeen Ghibellijnen en waren constant in strijd met de familie Doria.
Andere leden van de familie waren, onder andere, deze mensen:  
- Oberto Spinola leidde de Genuese vloot in een overwinning tegen de Venetianen. Hij werd leider van het volk.
- Corrado Spinola, diens zoon, nam de taken van zijn vader Oberto over.
- Tommaso Spinola was een leidende admiraal in de Genuese oorlog met Pisa.
- Agostino Spinola (1482–1537), kardinaal en camerlengo
- Galeotto Spinola, leider van het volk, samen met Raffaele Doria.
- Francesco Spinola was succesvol bij de Slag van Gaeta in de oorlog over de controle van Napels.
- Ambrogio Spinola, militair opperbevelhebber in de tijd van Filips III van Spanje.
- Federico Spinola, broer van Ambrogio, sneuvelde in de Slag bij Sluis, ten tijde van Filips III van Spanje
- Alessandro Spinola, doge van Genua en koning van Corsica
- Agostino Spinola (doge), doge van Genua en koning van Corsica
- Maximilian Spinola, entomoloog.